# Keowee Key
Keowee Key es un lugar designado por el censo ubicado en el condado de Oconee en el estado estadounidense de Carolina del Sur. En el Censo de 2020 tenía una población de 2716 habitantes y una densidad poblacional de 171,46 habitantes por km². Fue incluido como CDP en el censo de 2020.

## Geografía
Keowee Key se encuentra ubicado en las coordenadas 34°49′34″N 82°55′6″O / 34.82611, -82.91833. Según la Oficina del Censo de los Estados Unidos,  tiene una superficie total de 15,84 km², de la cual 8,98 km² corresponden a tierra firme y 6,86 km² a agua.